# Silas Chou
Silas Chou, född 1946, är en hongkongesisk investerare som har investerat i företag främst inom kläder och mode som till exempel Tommy Hilfiger och Michael Kors Holdings tillsammans med vännen och affärspartnern Lawrence Stroll. Den 16 augusti 2018 blev det offentligt att Chou var en av investerarna bakom konsortiet Racing Point UK Limited som köpte F1-stallet Force India och stallet fick då namnet Racing Point Force India (idag Aston Martin F1).
Chous far är textilmagnaten Chao Kuang-piu som är djupt involverad inom Hongkongs textilindustri och var även grundaren till flygbolaget Dragonair (idag Cathay Dragon).
Den amerikanska ekonomitidskriften Forbes rankade Chou som världens 638:e rikaste med en förmögenhet på $2,7 miljarder för året 2016.